# Welsh League Cup 2020-2021
La Welsh League Cup 2020-21, nota anche come Nathaniel MG Cup per ragioni di sponsorizzazione, è stata la 29ª edizione di questo torneo, iniziato l'11 dicembre 2020 e terminato anticipatamente a causa della prosecuzione delle difficoltà legate alla pandemia di COVID-19. Il Connah's Q.N. era la squadra campione in carica.

## Primo turno
Disputano il primo turno 28 squadre: 12 dal Cymru North, 12 dal Cymru South e 2 che hanno ottenuto la wildcard (Cardiff City e Newport County). Il sorteggio è stato effettuato il 2 dicembre 2020.
| Squadra 1        | Risultato       | Squadra 2          |
| ---------------- | --------------- | ------------------ |
| 11 dicembre 2020 |                 |                    |
| Llanelli Town    | 1 − 2           | Llantwit Major     |
| Cardiff City     | 2 − 0           | Taff's Well        |
| 12 dicembre 2020 |                 |                    |
| Ammanford        | 0 − 6           | Trefelin           |
| Llanrhaeadr      | 2 − 2 (3-4 dtr) | Llangefni Town     |
| Bangor City      | 3 − 0           | Gresford Athletic  |
| Buckley Town     | 2 − 2 (5-6 dtr) | Colwyn Bay         |
| Conwy Borough    | 0 − 2           | Ruthin Town        |
| Holyhead Hotspur | 1 − 0           | Llandudno          |
| Pontypridd       | 2 − 0           | Cwmbran Celtic     |
| Port Talbot Town | 1 − 1 (2-4 dtr) | Cambrian & Clydach |
| Risca Utd        | 5 − 2           | Afan Lido          |
| Annullate        |                 |                    |
| Goytre Utd       | −               | Penrhyncoch        |
| Holywell Town    | −               | Llanidloes Town    |
| Newport County   | −               | Undy Athletic      |

## Secondo turno
Disputano il secondo turno le 14 squadre vincenti il primo turno, le prime due squadre non promosse da ciascuno dei campionati della seconda serie della scorsa stagione, le due squadre retrocesse dalla Welsh Premier League 2019-2020 e i dodici club della Cymru Premier 2020-2021.